# 양하은
양하은(梁夏銀, 1994년 2월 25일 ~ )은 대한민국의 포스코에너지 소속 탁구 선수다. 2012년 3월 독일 도르트문트 세계선수권대회에 참가한 김경아, 당예서, 석하정, 박미영과 함께 대표팀의 막내로 출전하여 단체 동메달을 획득하였다. 2015년 4월 중국 장쑤성 쑤저우 시에서 열린 세계 탁구 선수권 대회에서 중국 쉬신과 짝을 이룬 혼합복식에서 금메달을 얻었다.

## 올림픽 출전
- 2016년 브라질 리우데자네이로 올림픽에 단체전에 출전하여 단체전 8강에서 싱가폴에 3-2로 패하여 메달을 얻지는 못했다.

## 수상
- 2016.06 코리아 오픈 복식2위(전지희, 양하은)
- 2015.10 강원 전국체전 여자일반부 단체전 금메달(박성혜, 이은혜, 지은채, 양하은)
- 2015.08 체코오픈 복식 1위(전지희, 양하은)
- 2015.07 한국 광주 하계유니버시아드대회 여자복식 동메달
- 2015.07 한국 광주 하계유니버시아드대회 여자단식 동메달
- 2015.07 한국 광주 하계유니버시아드대회 여자단체 동메달
- 2015.05 필리핀 오픈 복식 준우승(전지희, 양하은)
- 2015.05 크로아티아 오픈 복식 우승(전지희, 양하은)
- 2014.12 전국남녀종합선수권대회 단식우승.
- 2014.10 제주 전국체전 여자일반부 단체전 금메달(심새롬, 박성혜, 이은혜, 양하은)
- 2014.10 제주 전국체전 여자일반부 단식 금메달
- 2013.10 중국천진 동아시안게임 복식 은메달(박영숙, 양하은)
- 2013.10 중국천진 동아시안게임 혼합복식 은메달(서현덕, 양하은)
- 2013.10 중국천진 동아시안게임 단체 동메달(박성혜, 박영숙, 서효원, 석하정, 양하은)
- 2013.10 인천 전국체전 여자일반부 단체전 은메달(박성혜, 석하정, 이은혜, 양하은)